# Thanaka

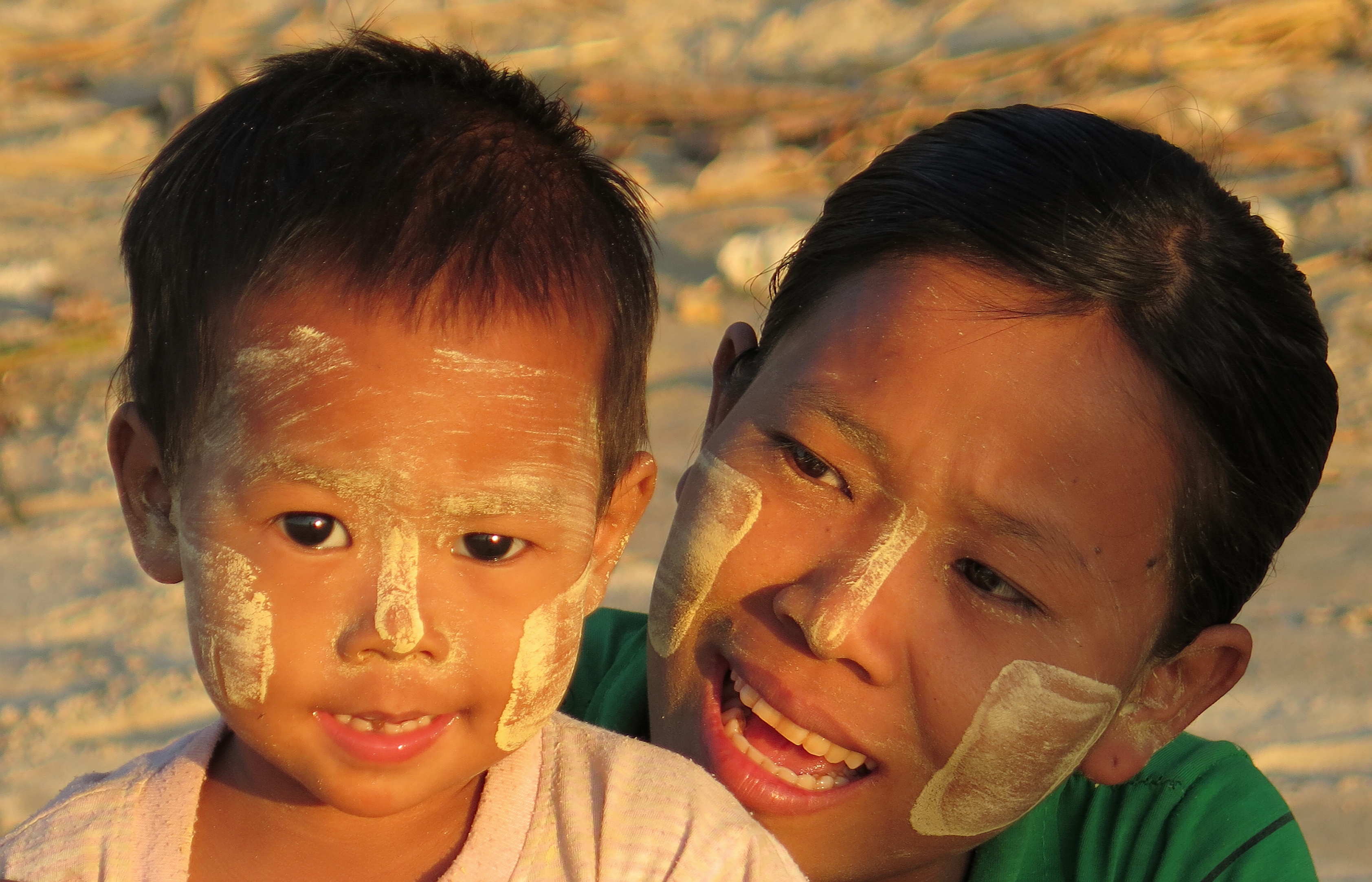
Madre y su hijo usando thanaka.

El thanaka es un cosmético de color amarillo claro que suelen aplicarse en la cara y el cuerpo la mayoría de los habitantes de Birmania. Lo utilizan tanto hombres como mujeres de todas las edades, incluidos los niños.
La crema de thanaka se consigue moliendo la corteza del árbol thanaka (Murraya paniculata) con un poco de agua. Se muele en una piedra circular llamada kyauk pin que tiene un canal alrededor que sirve para drenar el agua. El árbol de thanaka crece en abundancia en toda la zona central de Birmania. En su estado sólido, la madera de este árbol se vende en troncos, nunca en forma de pasta o polvo.
Durante 2000 años, la crema de thanaka ha formado parte de un modo destacado de la rutina diaria de las mujeres de Birmania. La crema tiene una fragancia parecida al del sándalo. Se aplica en el rostro realizando diseños atractivos; el más popular es un diseño circular colocado en cada una de las mejillas. La crema puede aplicarse también por todo el cuerpo y no solo en el rostro. Además de utilizarse como cosmético, el thanaka proporciona protección contra los rayos del sol.La mayoría de las mujeres y niños usan el thanaka, una pasta aromática hecha de la corteza del árbol del mismo nombre y que se usa como maquillaje y tratamiento para la piel. Además de ser refrescante, esta pasta es un protector solar muy efectivo.
- Datos: Q919290
- Multimedia: Thanaka / Q919290